# 2009年巴基斯坦陆军米-17直升机空难
2009年7月3日，一架巴基斯坦陆军米-17直升机在该国联邦直辖部落地区奥拉克兹特区开伯尔山口坠毁。坠毁地点距离白沙瓦约20公里，位于奥拉克兹特区与开伯尔特区的边境。一些当地民众将事故责任归咎于当地武装分子。官方称有26名士兵在此次事故中死亡，但也有报道称机上41人全部身亡。该地非法武装分子众多，增加了救援难度。

## 事故过程
飞机原定从古勒姆特区的帕拉契纳飞往白沙瓦，事发时，附近正展开对“基地”组织有关武装的军事行动，有说法称武装分子打下了直升机并活捉了飞行员。

## 调查
巴基斯坦陆军司令阿什法克·帕维兹·卡亚尼下令调查这起事故。由于事发地是反政府武装分子的要塞，有人猜测直升机是因吸引了武装分子的注意而被打下的。但一名官员声称，直升机一般的飞行高度高于地面火力所能打击的范围，要想查明真正的原因需要更长的时间。

### 塔利班宣称负责
位于巴基斯坦科哈特边疆区的塔利班组织宣称为这次坠机事故负责。一名自称穆罕默德的发言人联系了法新社，并声称制造此次事件是“为了报复政府军在南瓦济里斯坦的军事演习”。然而，军方发言人反对此一说法，并评论称：“塔利班常常作出错误的声明”。